# Braderochus jolyi
Braderochus jolyi là một loài bọ cánh cứng thuộc họ Xén tóc.